# The Last Words of Dutch Schultz
The Last Words of Dutch Schultz je kniha amerického spisovatele Williama Sewarda Burroughse, poprvé vydaná nakladatelstvím Cape Goliard Press v Londýně v roce 1970. V USA vyšla v roce 1975 (Viking Press). Kniha je psána formou scénáře a zaměřuje se na konec života gangstera Dutcha Schultze (1902–1935). Postavena je na jeho nesmyslných posledních slovech, která pronášel během deliria při vysoké horečce poté, co byl smrtelně postřelen na toaletě v baru v Newarku. Burroughs na základě jeho slov vymýšlel a rozvíjel vlastní příběhy. Do češtiny kniha přeložena nebyla. Kromě krátkometrážního filmu z roku 2003, který kombinuje hrané části s animovanými a od původní knihy se v segmentech liší, nebyl scénář zfilmován. Práva na zfilmování v jednu dobu vlastnil Dennis Hopper.